# Прва те зове
Прва те зове је српски квиз који је емитован од 2019. до 2020. године на Првој српској телевизији. Водитељи квиза били су Милош Максимовић, Иван Миловановић и Урош Јовчић. У почетку се квиз приказивао сваког радног дана у 19:45, да би од 17. фебруара 2020. био померен  на 15:15 часова.

## Правила квиза
Гледаоци су се пријављивали за учешће у квизу слањем вајбер поруке са потребним подацима а затим их је телевизија звала у договореном термину. На располагању им је било 16 питања из опште културе, информисаности и познавања програмских садржаја Прве телевизије. Било је потребно да одговоре на три питања како би дошли до новчане награде од 20.000 динара. Време за размишљање им је било ограничено на десет секунди по питању уз могућност коришћења помоћи других особа и интернета. Уколико не би успели да дају сва три тачна одговора, такмичари су добијали другу шансу понедељком у емисији 150 минута, са приликом да освоје неку од спонзорских награда. Сви такмичари су као предуслов за учешће морали да буду пунолетни.

## Новогодишње издање
На дан 31. децембра 2019. у 19:40 часова емитована је специјална новогодишња епизода са три познате личности. Они су одговарали на питања из различитих области а сваки тачан одговор вредео је 50.000 динара. Освојени новац је дониран у добротворне сврхе.
Сва три водитеља су по први пут заједно водили квиз.

## Епизоде
| Сезона | Сезона | Број епизода  | Премијерно емитовање | Премијерно емитовање |
| Сезона | Сезона | Број епизода  | Почетак емитовања    | Завршетак емитовања  |
| ------ | ------ | ------------- | -------------------- | -------------------- |
|        | 1      | 98 (1 – 98)   | 4. новембар 2019.    | 20. март 2020.       |
|        | 2      | 60 (99 – 158) | 8. јун 2020.         | 28. август 2020.     |